# Medaljon (smykke)
 For alternative betydninger, se Medaljon. (Se også artikler, som begynder med Medaljon)
En medaljon er et stykke metal, der typisk er rund (som en mønt) og tilskåret eller graveret. Medaljoner bruges ofte som kunst, souvenirer, medaljer eller som hængesmykke om halsen.
Også emaljeplader og indfattede stene kan anvendes til medaljon, og med samme ord betegnes små kapsler til portrætter, hårlokker og lignende, bårne i halskæder eller ved urkæder.                                                                                                                                                                                                                                                                                                                                                                                                       